# Komárom vármegye

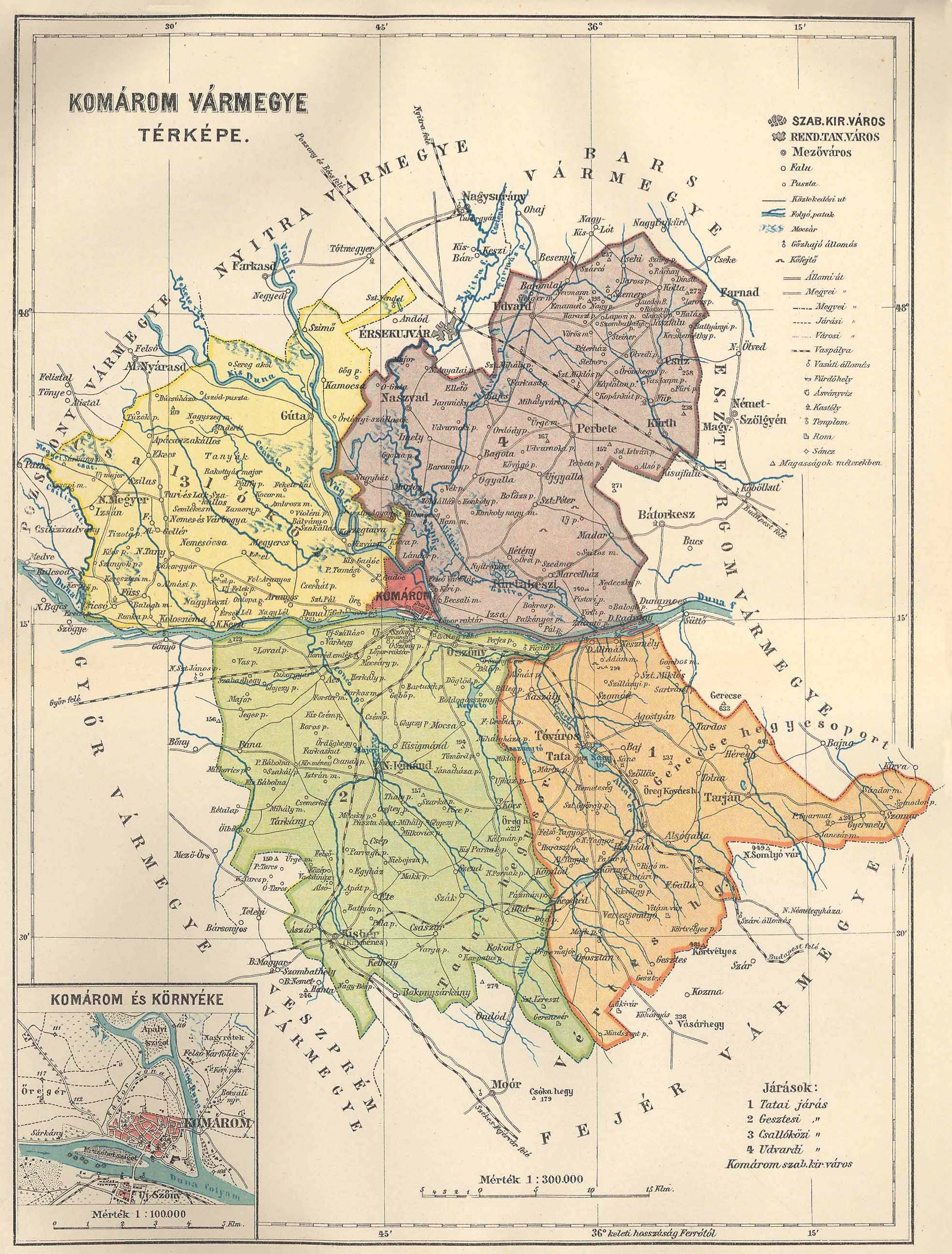
Komárom vármegye közigazgatási térképe 1907-ből

Komárom vármegye (németül: Komitat Komorn, latinul: Comitatus Comaromiensis, szlovákul: Komárňanská župa) közigazgatási egység volt a Magyar Királyság dunántúli részében. 2934 km²-es területét a trianoni békeszerződés során a Duna mentén Csehszlovákia (1392 km²) és Magyarország (1442 km²) között osztották fel. Központja Komárom volt.

## Földrajz
Komárom vármegye területe nagyrészt síkság, csak délen találhatóak kisebb hegyek. A Duna két partján elterülő síkság a Kisalföld része, délen a Vértes hegység egyes csoportjai emelkednek. Keletről a Koltai-dombság és a Gerecse, délkeletről a Vértes alkotta természetes határát, a  Csallóközben  a Csiliz-patak Győr, a Határ-kanális pedig Pozsony vármegyétől választotta el. A vármegye folyókban igen gazdag: a Duna, a Vág, sőt a Nyitra is átfolyt a vármegyén, valamint tavakban is igen gazdag volt (Öreg-tó, Kerek-tó).
Északról Nyitra vármegye, északkeletről Bars vármegye, keletről Esztergom vármegye, délről Fejér vármegye, délnyugatról Veszprém vármegye, nyugatról Győr vármegye, északnyugatról pedig Pozsony vármegye határolta.

## Történelem
Komárom vármegye a 11. században jött létre, öreg vármegye volt. Bár Komárom várának első fennmaradt említése késői a várispánság átalakulása nemesi vármegyévé sokáig eltartott. A nemesi közgyűléseket Győr vármegye nemességével együtt tartották. Átmenetileg az első különálló nemesi közgyűléseket a 14. század második felében tartották (például 1369-ben Koppánymonostoron). A 15. században mindkét nemesi vármegye ismét együtt tartotta közgyűléseit Tatán. Később ismét külön Komáromban ültek össze. Mátyás király idejétől kezdve ott tartották a független bírósági üléseket is. A török veszedelem után a környező vármegyék (Esztergom, Fejér és Pilis) szabadon maradt részeit is Komárom vármegye igazgatta.
1919-től Dunától északra fekvő területei Csehszlovákia területét gyarapítják.
1938-ban a Duna folyótól északra fekvő területek is visszakerültek Magyarországhoz. Ekkor az egész Csallóközt a vármegyéhez csatolták, de 1945 után újra Csehszlovákia része lett.
1950-től a déli része a vármegyének egyesült Esztergom vármegye területével, így jött létre a mai Komárom-Esztergom megye. 1996-tól a Szlovákiához tartozó terület nagy része a Nyitrai kerület Komáromi és Érsekújvári járásához tartozik, Nagymegyer és Ekecs pedig a Nagyszombati kerület Dunaszerdahelyi járásához.

## Lakosság
A vármegye összlakossága 1910-ben 326 835 fő volt, ebből:
- 138 758 (86,1%) magyar
- 11 205 (7,3%) német
- 8 643 (6,1%) szlovák

A magyarság 10 évi szaporulata 19 791 fő, vagyis 14,3%. A magyarul beszélők száma 149 184 fő.
1910-ben a hitfelekezeti eloszlás:
- 122 356 római katolikus (68,2%)
- 46 197 református      (25,7%)
- 5292 ágoston evangélikus
- 4739 izraelita[2]

A vármegye lakosságának túlnyomó része magyar nemzetiségű volt. A szlovák és a német lakosságot a 18. században telepítették be a török pusztítás utáni újbóli benépesítés során. Az Udvardi járásban 5 szomszédos falut (Komáromszemere, Kisbaromlak, Komáromcsehi, Kolta, Jászfalu) és Újgyallát lakták szlovákok, a déli részen pedig Tardost és a mai Oroszlány területét. A németek elsősorban a megye déli részének falvaiban (Baj, Tarján, Vértestolna, Felsőgalla) éltek.

## Közigazgatás
A vármegye főispánjait 1209-től, alispánjait 1247-től ismerjük.
Az első pontos adat a vármegye belső felosztásáról 1643-ból származik, amikor Fejér vármegye közigazgatásilag össze volt vonva vele. Ekkor a szolgabírói járások a következők voltak:
- Dunaközi (interdanubialis – a későbbi Csallóközi)
- Dunaáti (ultradanubialis – a későbbi Udvardi)
- Dunántúli (transdanubialis – a későbbi Tatai és Gesztesi)
- Sári (Fejér vármegye része)

1692-ben Fejér vármegye felújította működését és a Sári járás átkerült az ottani közigazgatás joghatósága alá, így csak 3 járás maradt. 1753-ban a Győri járás kettévált Tatai és Gesztesi járásra.
A vármegye 1754-től négy járásra volt felosztva:
- Csallóközi járás, székhelye Nemesócsa
- Gesztesi járás, székhelye Nagyigmánd
- Tatai járás, székhelye Tata
- Udvardi járás, székhelye Ógyalla

A trianoni békeszerződés következtében csak a Tatai és a Gesztesi járás maradt Magyarországon, 1923-tól ezek Komárom és Esztergom közigazgatásilag egyelőre egyesített vármegyéhez tartoztak. A Gesztesi járás székhelye 1930-tól Komárom lett Nagyigmánd helyett.
Az első bécsi döntés nyomán 1938 végétől Komárom vármegye ismét önálló volt, és ide csatolták az egykori Pozsony vármegye Magyarországhoz visszakerült területéből a Csallóközben fekvő részt is, így a megye járásainak száma 1938 és 1945 között hat volt, melyek közül kettőnek is az újra egyesült Komáromban volt a székhelye:
- Dunaszerdahelyi járás, székhelye Dunaszerdahely (1918 előtt Pozsony vármegyéhez tartozott)
- Gesztesi járás, székhelye Komárom
- Komáromi járás, székhelye Komárom (nagyjából az egykori Csallóközi járás helyén)
- Ógyallai járás, székhelye Ógyalla
- Somorjai járás, székhelye Somorja (1918 előtt Pozsony vármegyéhez tartozott)
- Tatai járás, székhelye Tata

### Főispánok
- Szomszédvári Désházi István 1529-1530
- Markházy Ambrus György 1532
- Hartitsch Detrich 1535-1538
- Paxy János 1552-1562
- Gersei Pethő János 1563-1567
- Paxy János 1567
- Erdődi báró Pálffy Miklós 1584—1600
- Czoborszentmihályi Czobor Imre 1624-1635
- Gróf Pálffy János 1636
- Gróf Csáky László országbíró 1642-1655
- Gróf Csáky Péter 1656-1671
- Gróf Csáky László 1682-1690
- Gróf Zichy István tárnokmester 1690
- Gróf Csáky László 1694
- Gróf Zichy István koronaőr 1697-1700
- Gróf Zichy László 1700. július 8.- 1703
- Gróf Esterházy Antal 1703-1709
- Gróf Esterházy József 1709-1748
- Gróf Nádasdy Boldizsár 1748-1751
- Gróf Nádasdy Lipót Flórián örökös főispán 1751-1758
- Gróf Nádasdy Boldizsár 1758. január 15.-1761. (f)
- Gróf Nádasdy Mihály először 1761. augusztus 4-től 1785-ig kiskorúsága alatt gróf Zichy István főispáni helytartó 1761-1769
- Gróf Győry Ferenc kerületi biztos 1785-1790
- Gróf Nádasdy Mihály 1790-1822
- Gróf Nádasdy Lipót 1822-1827
- Gróf Nádasdy Lipót II. 1827-1836
- Gróf Nádasdy Lipót III. 1836-1848
- Halassy Ede kormánybiztos 1848
- Puky Miklós kormánybiztos 1849. február 5-ig.
- Újházy László kormánybiztos 1849. október 5-ig
- Gróf Nádasdy Lipót másodszor 1860-1861. és 1867-1875.
- Nánhegyeselli Zuber József 1875-1892
- Rudnay Béla 1892-1894
- Sárközy Aurél 1894-1905. október 30-ig
- Kubinyi Géza 1905. október 30-tól 1906. áprilisáig.
- Kálmán Rudolf 1906. áprilistól.
- Beniczky Lajos 1910
- Kürthy István
- Czobor Imre 1920-1923

## Komárom vármegye területén fekvő mai települések

### A mai Szlovákiában
Dőlt betűvel az 1918 után alakult új települések
Bajcs, Bogya, Bogyarét, Csallóközaranyos, Csicsó, Csúz, Dunaradvány, Ekecs, Ekel, Fűr, Gellér, Gúta, Hetény, Ifjúságfalva, Izsa, Ímely, Jászfalu, Kamocsa, Kisbaromlak, Keszegfalva, Kolozsnéma, Kolta, Komárom, Komáromfüss, Komáromcsehi, Komáromszemere, Komáromszentpéter, Kürt, Lakszakállas, Madar, Marcelháza, Martos, Megyercs, Nagykeszi, Nagymegyer, Naszvad, Nemesócsa, Pat, Szilas, Szilasháza, Szímő, Tany, Udvard, Újgyalla, Újpuszta, Virt, Vágfüzes, Zsemlékes
Közigazgatási önállóságukat elvesztett települések:
Apácaszakállas, Bagota, Izsap, Kiskeszi, Kurtakeszi, Örsújfalu, Túriszakállas
Jelentősebb puszták, szórványtelepülések: Agyagos (Vágfüzes), Aszód (Ekecs), Balázspuszta (Szentpéter), Balogh-puszta (Dunaradvány), Bálványszakállas (Keszegfalva), Bokros-puszta (Izsa), Cigléd (Kürt), Császta (Gúta), Csergő (Gúta), Cserhátpuszta (Őrsújfalu), Domány-puszta (Virt), Ellető (Bajcs), Érseklél (Nagykeszi), Farkasd (Bajcs), Felaranyos (Csallóközaranyos), Gadóc (Komárom), Gólyás (Ekecs), Gúg (Szímő), Gyótva (Martos), Gyulamajor (Komárom), Hambpuszta (Ógyalla), Hamusad (Naszvad), Haraszt (Bajcs), Kabátfalu (Komárom), Kava (Komárom), Kingyes (Vágfüzes), Királynérét (Gúta), Kisizsa (Komárom), Kisharcsás (Komárom), Kissziget (Ifjúságfalva), Kopánkút (Csúz), Kővágópuszta (Újgyalla), Maderét (Lakszakállas), Mihályvárpuszta (Bajcs), Lándor (Komárom), Lohót (Keszegfalva), Nagyharcsás (Komárom), Nagykonkoly (Ógyalla), Nagylél (Csallóközaranyos), Nagyszeg (Ekecs), Nagysziget (Gúta), Margitpuszta (Ógyalla), Okánikovo (Nagykeszi), Ontopa (Csallóközaranyos), Ölvedi-puszta (Csúz), Örömhegy (Csúz), Örtény (Gúta), Pacsérok (Gúta), Patkányos (Pat), Pálpuszta (Ógyalla), Rakottyás (Zsemlékes), Ronka (Kolozsnéma), Rókalyuk (Újgyalla), Sárkánypuszta (Nagymegyer), Štúrová (Ekel), Szentistván-puszta (Kürt), Szent Miklós-udvar (Udvard), Szentpálpuszta (Őrsújfalu), Szőlős (Keszegfalva), Túzok-puszta (Ekecs), Újudvar (Nagymegyer), Vékpuszta (Ógyalla), Viharos (Ekel), Violén (Megyercs), Vörösmajor (Komáromszemere), Zsitvatő (Dunaradvány)

### A mai Magyarországon
Almásfüzitő, Ács, Ászár, Baj, Bana, Bábolna, Bokod, Császár, Csém, Csép, Dad, Dunaalmás, Dunaszentmiklós, Ete, Gyermely, Héreg, Kecskéd, Kisbér, Kisigmánd, Kocs, Komárom, Kömlőd, Környe, Mocsa, Nagyigmánd, Naszály, Neszmély, Oroszlány, Szákszend, Szomor, Szomód, Tardos, Tarján, Tata, Tatabánya, Tárkány, Várgesztes, Vérteskethely, Vértessomló, Vértesszőlős, Vértestolna
Közigazgatási önállóságukat elvesztett települések:
Agostyán, Alsógalla, Bánhida, Felsőgalla, Szák, Szend, Szőny, Tóváros
Jelentősebb puszták, szórványtelepülések:
Almáspuszta (Naszály), Bartusekpuszta (Komárom), Battyánpuszta (Kisbér), Boldogasszonypuszta (Komárom), Billegpuszta (Naszály), Csákányospuszta (Tatabánya), Csillapuszta (Ács), Dióspuszta (Tata), Grébicspuszta (Naszály), Gyarmatpuszta (Gyermely), Kisherkály (Komárom), Koppánymonostor (Komárom), Körtvélyespuszta (Tatabánya), Kőtelek (Dunaalmás), Majk (Oroszlány), Mindszentpuszta (Oroszlány), Nagybérpuszta (Kisbér), Nagyherkály (Komárom), Nagytagyospuszta (Környe), Parnakpuszta (Kömlőd), Síkvölgypuszta (Tatabánya), Somodorpuszta (Szomor), Szentgyörgypuszta (Környe), Tornyó (Tarján), Tömördpuszta (Mocsa), Újszálláspuszta (Komárom), Vasdinnyepuszta (Tárkány), Vaspuszta (Ács)